# Landesinstitut für Lehrerbildung und Schulentwicklung
Das Landesinstitut für Lehrerbildung und Schulentwicklung (LI) in Hamburg-Eimsbüttel ist ein Dienstleistungszentrum der Hamburgischen Behörde für Schule und Berufsbildung, das der Lehrerbildung und Verbesserung der Schulen dient.

## Geschichte
1925 wurden in Hamburg die Lehrerbildungsanstalten geschlossen. Die Ausbildung der Volksschullehrer wurde akademisiert und sollte fortan an der Universität stattfinden. Das Institut für Lehrerfortbildung (IfL) wurde 1925 gegründet, um die bereits bestehenden Bildungseinrichtungen für Lehrer zusammenzufassen. Erster Institutsleiter wurde Rudolf Peter. Dessen Nachfolger Herbert Theodor Becker leitete das Institut bis zu dessen Schließung 1936.
In der Zeit des Nationalsozialismus von 1936 bis zur Einstellung des Betriebs 1942 wurde das Institut als Abteilung Lehrerfortbildung an der Hochschule für Lehrerbildung bzw. der Hansischen Hochschule für Lehrerbildung geführt. 1946 nahm das Institut für Lehrerfortbildung wieder den selbständigen Betrieb auf, nun wieder unter Leitung durch Rudolf Peter. Im Rahmen der Re-Education veranstaltete das Institut für Lehrerfortbildung nun Sonderlehrgänge für junge Lehrer, die ihre Bildung nur während der NS-Zeit erhalten hatten. 1950 übernahm Anne Banaschewski die Leitung des Instituts, 1966 dann Hans-Joachim Reincke.
Das Landesinstitut für Lehrerbildung und Schulentwicklung wurde 2003 als Nachfolgeorganisation gegründet, darin wurden sieben Dienststellen der Behörde für Schule und Berufsbildung zusammengefasst. 2010 trat Direktor Peter Daschner in den Ruhestand, der das Landesinstitut während der Neuorganisation geleitet hatte.

## Aufgaben und Ziele
Ziel der Arbeit des Landesinstituts ist die Erweiterung der fachlichen und pädagogischen Handlungskompetenzen von Lehrerinnen und Lehrern bei der Gestaltung von Schule, Unterricht, Erziehung und Schulleben. Dazu werden u. a. Schulungen, Konferenzen und Studien durchgeführt. Am Landesinstitut sind 500 Mitarbeiter und Mitarbeiterinnen beschäftigt, die sich 300 Stellen teilen. Seit dem 1. August 2021 ist Heinz Grasmück Direktor des Landesinstituts, der Prof. Josef Keuffer folgte.

## Gebäude

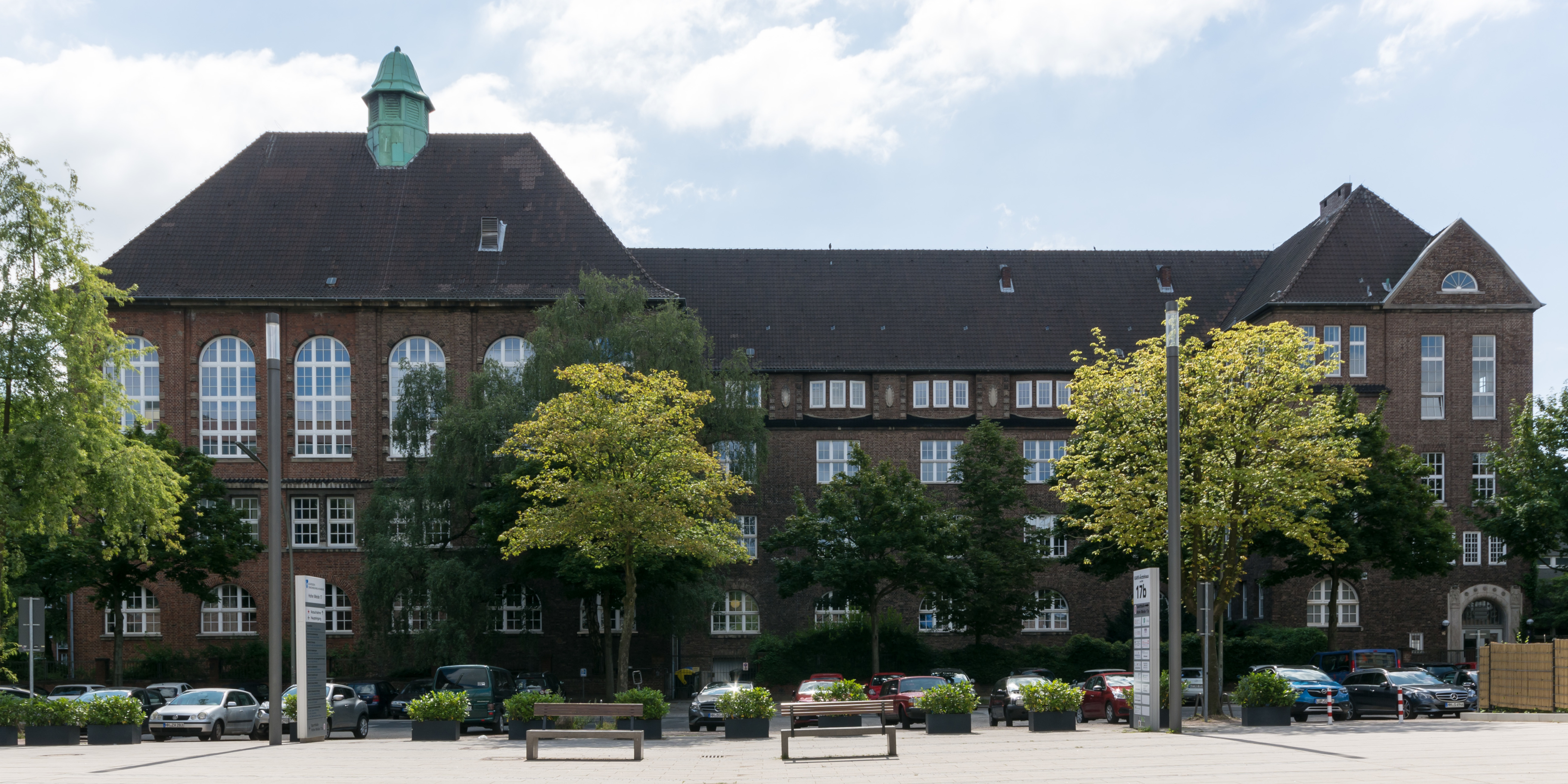
Gebäude des LI von der Hohen Weide aus gesehen

Das Gebäude an der Hohen Weide 16 / Felix-Dahn-Straße Nr. 3 und 7 wurde von Albert Erbe als Schulgebäude entworfen. Fritz Schumacher überarbeitete diesen Entwurf und veränderte ihn stark. Das Gebäude an der Ecke zweier Straßen hat einen vorspringenden Eckflügel und einen kleinen Turm auf einem Walmdach. Das Dachgeschoss besitzt polygonal vortretende Fenster, ein typisches Schumacher-Detail jener Zeit. Die Turnhalle im Hof wurde abgerissen. Ein Seitenflügel des Gebäudes besitzt einen modernen Erweiterungsbau, wodurch die Erscheinung beeinträchtigt wird. Das Gebäude steht unter Denkmalschutz.